# Церковь Святого Иоанна (Ломоносов)
Кирха святого Иоанна в Ломоносове — лютеранская церковь, расположенная в бывшем селе Мартышкино (ныне в черте города Ломоносов), центр прихода Тюрё (фин. Tyrö) Евангелическо-лютеранской церкви Ингрии.

## История
Самостоятельный лютеранский приход Тюрё был выделен из прихода Туутари в 1642 году. Во времена шведского владычества приход Тюрё включал в себя также капельный приход Ретусаари (фин. Retusaari) на острове Котлин.
В 1691 году была построена первая деревянная приходская церковь.
Через полвека кирха сильно обветшала, и в 1748 году пастор Густав Херкепеус (швед. Gustaf Herkepaeus) подал императрице Елизавете Петровне прошение о постройке новой деревянной церкви, где, в частности, отмечал: «Деревянная кирка имеется в самом худом состоянии…, как меня, так и весь приход задавить может».
Вышедший указ императрицы предписывал архитектору Францу Броуэру составить план новой церкви и смету на её строительство. Управляющий Канцелярией От Строений генерал-лейтенант Фермер предлагал строить церковь позади пасторского дома и при этом снести старое церковное кладбище, но его планам не было суждено сбыться.
В 1749 году по проекту Ф. П. Броуэра была возведена вторая деревянная кирха, просуществовавшая до 1831 года.
В 1827 году император Николай I, рассмотрев ряд проектов, принял решение о строительстве новой, третьей по счёту, но уже каменной кирхи по проекту придворного архитектора Иосифа Ивановича Шарлеманя.
В январе 1828 года Высочайшим указом на строительство храма было выделено 90 тысяч рублей.
В 1829 году, в конце июня, состоялась его закладка на небольшой возвышенности при Ораниенбаумской дороге. В строительстве использовался кирпич местного завода, другие строительные материалы доставлялись из мызы Гостилицы.
Новая кирха на 700 мест была освящена во имя Святого Иоанна 21 января 1831 года.
Цоколь и паперти кирхи были выполнены из путиловской плиты. Здание было оштукатурено и окрашено светло-серой масляной краской. На окнах были кованые решётки работы кузнецов Е. Семёнова и П. Юрова. Внутри деревянный потолок украшали три хрустальные люстры. Резной деревянный алтарь выполнил скульптор Генрихсен, в нём находились картины «Моление о чаше» и «Тайная вечеря» работы академика Дмитрия Антонелли. Вся резьба алтаря была позолочена мастером Харитоном Вольфом. На алтаре церкви лежала «прекрасная, с серебряной застёжкой святая Библия, отпечатанная в Стокгольме в 1642 году». Отапливался храм четырьмя голландскими белыми изразцовыми печами.
В том же году был построен деревянный пасторат, а также церковно-приходская школа, баня, каретный и скотный двор. Из-за большого количества прихожан в приходе Тюрё работали два пастора.
В 1834 году в кирхе был установлен орган петербургского мастера и композитора Карла Вирта, стоимостью 3000 рублей.
В 1835 году пасторат Тюрё по межевой описи имел 85 десятин земли.
В 1865 году количество прихожан составляло 5736 человек. Приход входил в Восточно-Ингерманландское пробство.
В 1895 году в приходе открылась воскресная школа, учителем в ней работал выпускник Колпанской семинарии Р. Поккинен.
В 1912 году в приходе была построена деревянная конфирмационная школа.
В 1917 году количество прихожан составляло 8424 человека.
В 1929—1931 годах из прихода Тюре было выслано 200 семей (в основном в Сибирь).
В 1936 году кирху закрыли.
В годы Великой Отечественной войны в её здании располагался медсанбат.
В послевоенные годы в здании церкви располагалась мастерская по изготовлению посуды и крышек для консервирования, а затем кинотеатр «Заря» и местная библиотека.
В конце 1980-х годов здание принадлежало Ломоносовской дирекции киновидеосети, в нём размещался Дом культуры и ряд кооперативов.
В 1989 году в связи с аварийным состоянием здание было закрыто.
19 ноября 1991 года здание кирхи было передано в бессрочное пользование лютеранскому приходу Тюрё.
В 1992 году начался капитальный ремонт храма.
19 мая 1996 года состоялось повторное освящение церкви.
В настоящее время входит в Санкт-Петербургское пробство.

## Прихожане
Приход Тюрё (фин. Tyrö) включал в себя 68 деревень:

Агакули, Алисково, Большая Ижора, Большие Борки, Большое Коновалово, Большое Сойкино, Большой Симонгонт, Бронна, Велигонт, Викколово, Владимирово, Гантулово, Дубки, Заводы, Ивановка, Илики, Кабацкое, Кикинка, Коркули, Кузнецы (у дер. Большое Коновалово), Кузнецы (у дер. Томузи), Куккузи, Кукушкино, Лавдузи, Лангерево, Лебяжье, Левдузи, Лигово, Лигойзи, Лимузи, Луизино, Малая Ижора, Малое Сойкино, Малые Кузнецы, Малые Пиудузи, Малый Симонгонт, Мартышкино, Марьино, Мишино, Настолово, Нижняя Бронна, Низино, Новая, Новая Деревня, Новая Красная Горка, Новое Нотколово, Ново-Паново, Новые Заводы, Нотколово, Ольгино, Пеники, Пиудузи, Порзолово, Поэзи, Сагомилье, Санино, Сашино, Сойкино, Старо-Паново, Таменгонт, дер. Троицкая, слоб. Троицкая, Туюзи, Туюзи Аудио, Томузи, Узигонты, Форт Красная Горка, Халузи.

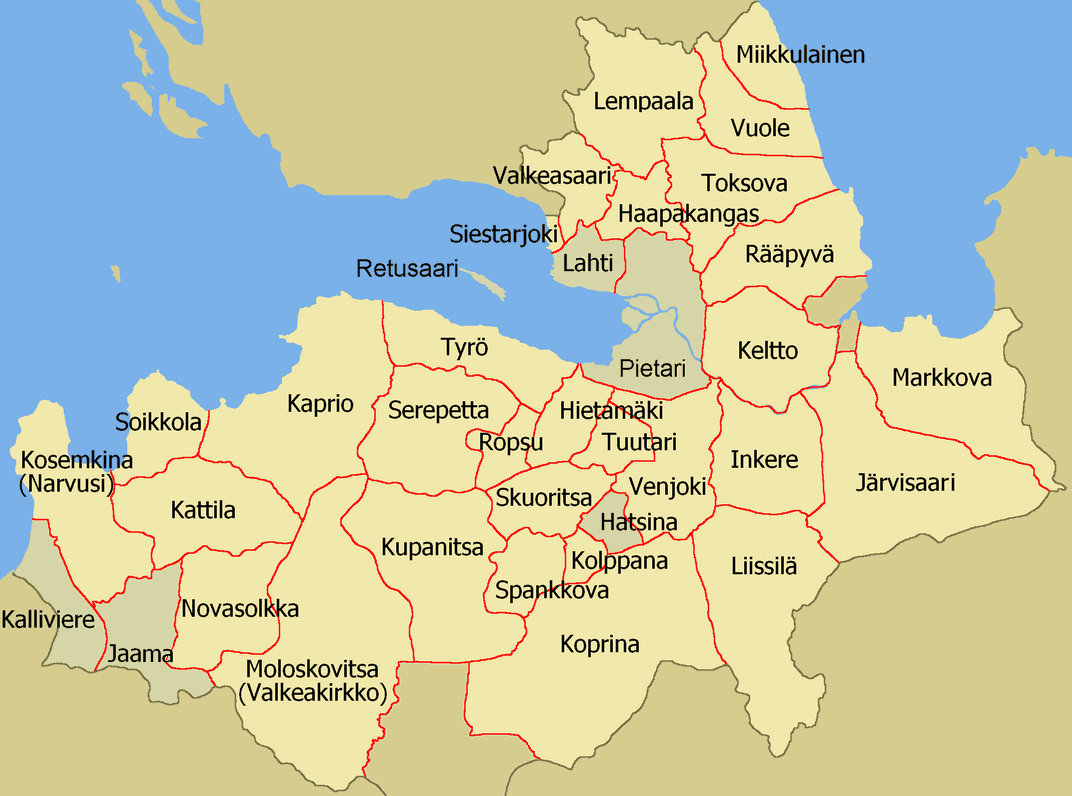
Карта приходов Церкви Ингрии (1930-е годы)

Изменение численности населения прихода Тюрё с 1842 по 1924 год:

## Духовенство
| Настоятели и адъюнкты прихода | Настоятели и адъюнкты прихода                           |
| Даты                          | Пастор                                                  |
| ----------------------------- | ------------------------------------------------------- |
| 1643—1663                     | Хенрикус Маттиас                                        |
| 1666                          | Арвид Томас Неостадиус                                  |
| 1670—1695                     | Петрус Кристиерни Масалинус                             |
| ?—?                           | Отто Бергман                                            |
| ?—?                           | Йохан Хорнборг                                          |
| 1705—1708                     | Абрахам Хювениус (пастор)                               |
| ?—1713†                       | Отто Бергман (пастор)                                   |
| 1713(14)—1722(23)             | Николаус Барк (пастор)                                  |
| 1724—1729                     | Йохан Хенрик Хоппиус (настоятель)                       |
| 1729—1737†                    | Маркус Росениус (настоятель)                            |
| 1737—1738                     | Хенрик Войт (и. о. пастора)                             |
| 1738—1759†                    | Густав Херкепеус (Хяркяпяя) (настоятель)                |
| 1760—1808                     | Эрик Делин (настоятель)                                 |
| 1775—1776                     | Израэл Гумберг (адъюнкт)                                |
| 1789—1817                     | Эрик Вилхелм Делин (адъюнкт, и. о. пастора, пастор)     |
| 1797—1803                     | Хенрик Лагедаль (адъюнкт)                               |
| ?—1816                        | Андерс Ренвалль (адъюнкт)                               |
| 1817—1819†                    | Адольф Фредрик Логрен (настоятель)                      |
| 1818—1821                     | Адольф Фредрик Хорнборг (адъюнкт, и. о. пастора)        |
| 1821—1856                     | Филипп Моден (настоятель)                               |
| 1834—1838                     | Фредрик Эфраим Перониус (адъюнкт)                       |
| 1840—1841                     | Карл Хелениус (адъюнкт)                                 |
| ?—1841†                       | Андерс Йохан Мальмстедт (адъюнкт)                       |
| 1843—1845                     | Карл Вилхелм Кориандер (адъюнкт)                        |
| 1849—1881†                    | Константин Моден (адъюнкт, и. о. пастора, пастор)       |
| 1882—1917†                    | Эммануэль Теодор Моден (адъюнкт, и. о. пастора, пастор) |
| 1906—1907                     | Самуэль Вилхелм Ренко (Ренфорс) (адъюнкт)               |
| 1907—1909                     | Тойво Кукконен (адъюнкт)                                |
| 1909—1910                     | Самуэль Вилхелм Ренко (Ренфорс) (адъюнкт)               |
| 1910—1912                     | Аксели Альфонс Каянти (адъюнкт)                         |
| 1912—1916                     | Каукки Каллио (адъюнкт)                                 |
| 1916—1918                     | Лаури Йозеппи Йокинен (адъюнкт)                         |
| 1919—1921                     | Ээвертти Пярнянен                                       |
| 1922                          | Пекка Бистер                                            |
| 1923                          | Алексантери Корпелайнен                                 |
| 1924—1929                     | Микко Корпелайнен                                       |
| 1929—1932                     | Пааво Хайми                                             |
| 1932—1933                     | Юхана Ваассели                                          |
| 1933—1936                     | Тойво Онни Кело                                         |

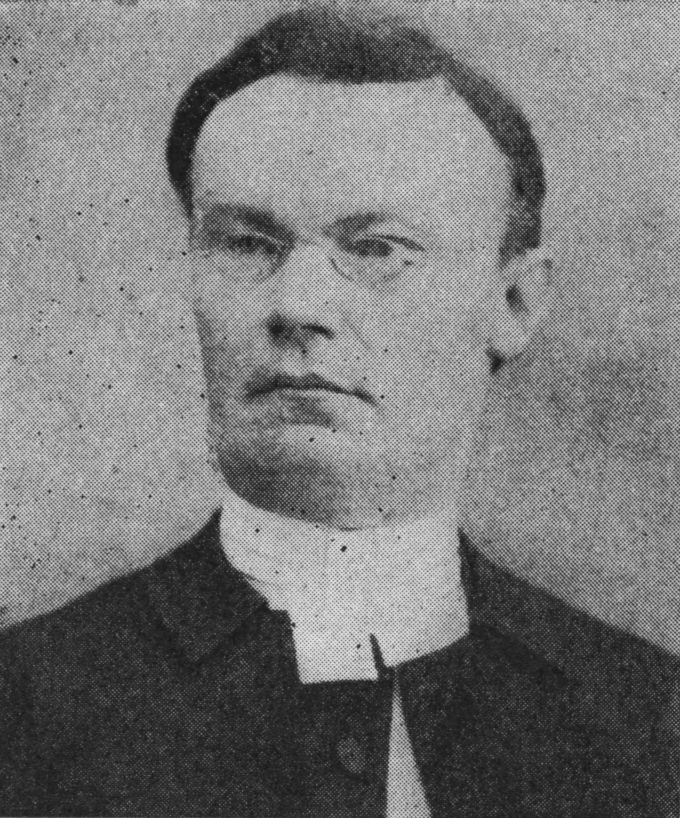
Пастор Э. Т. Моден.

## Фото

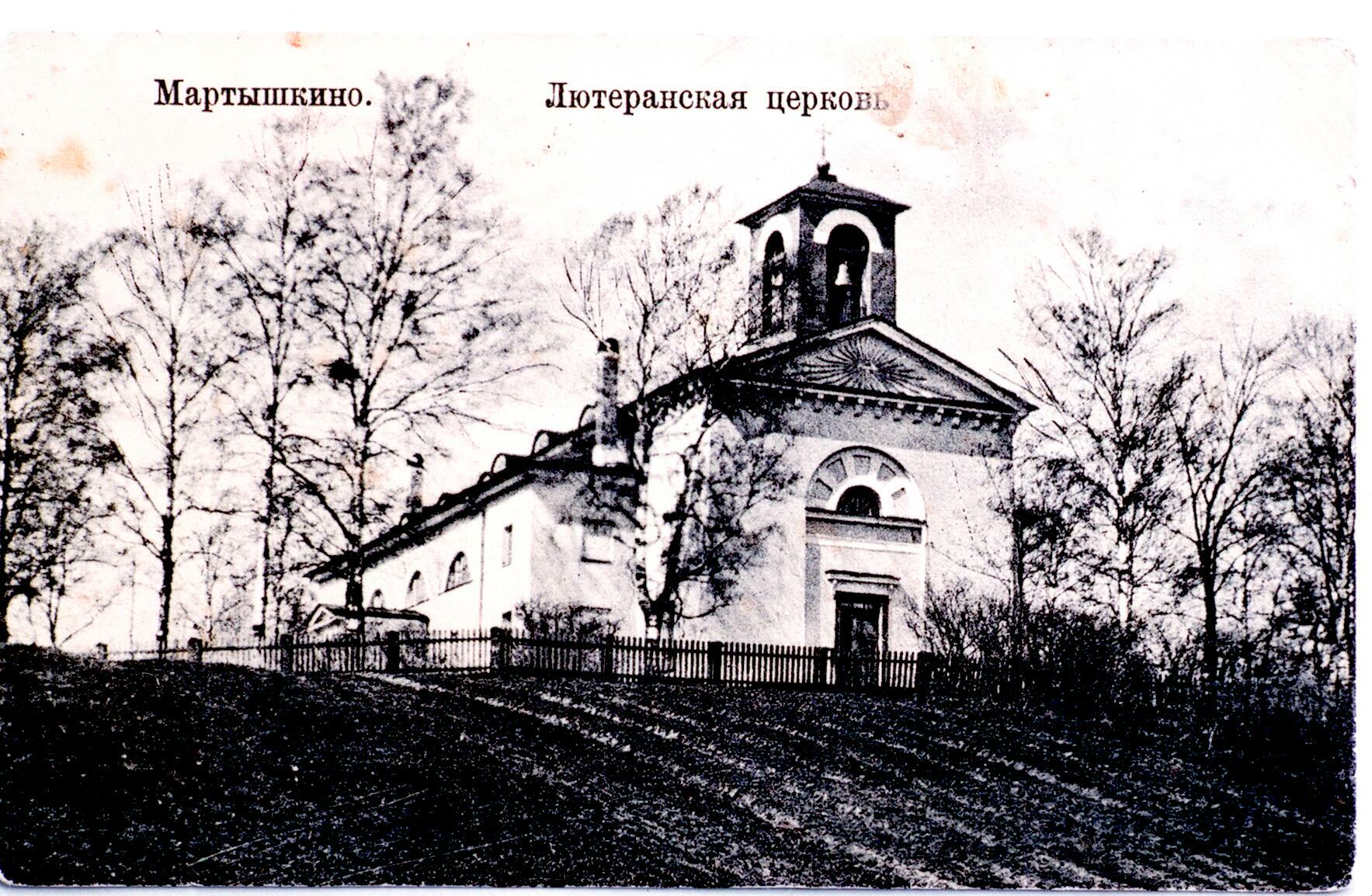
Кирха прихода Тюрё. 1900 год
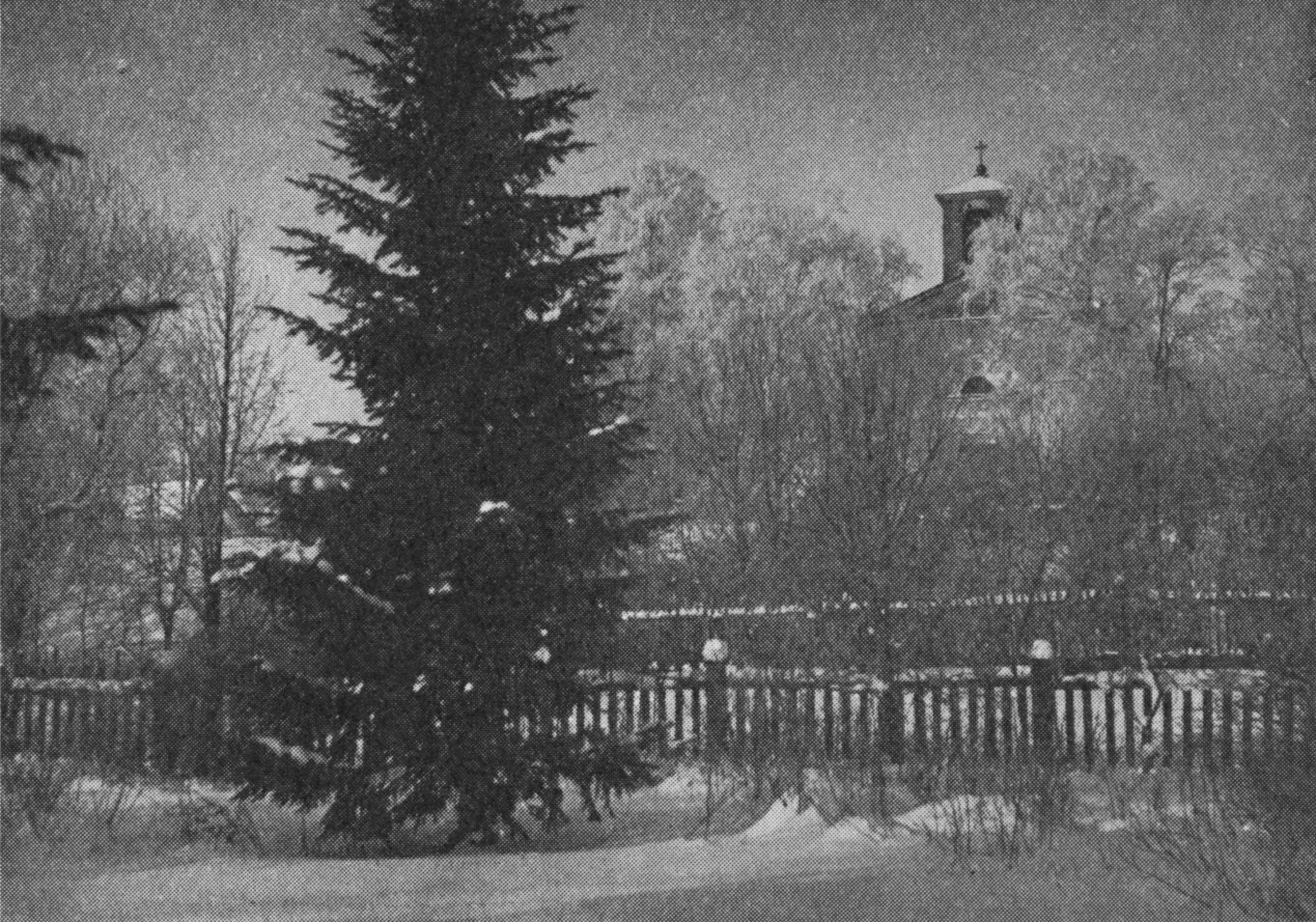
Кирха прихода Тюрё. Фото начала XX века
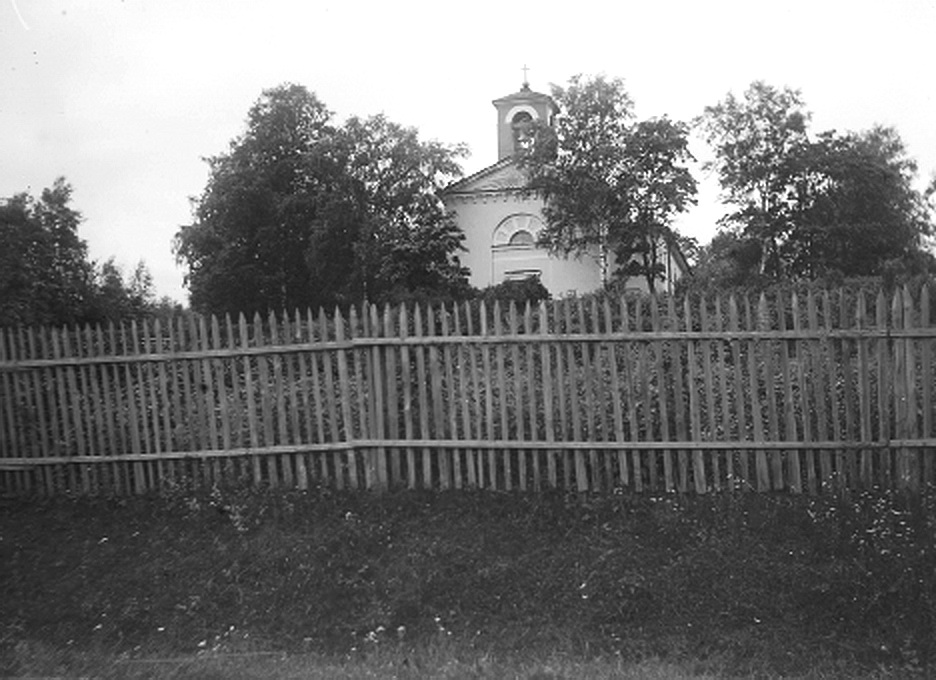
Кирха прихода Тюрё. 1911 год
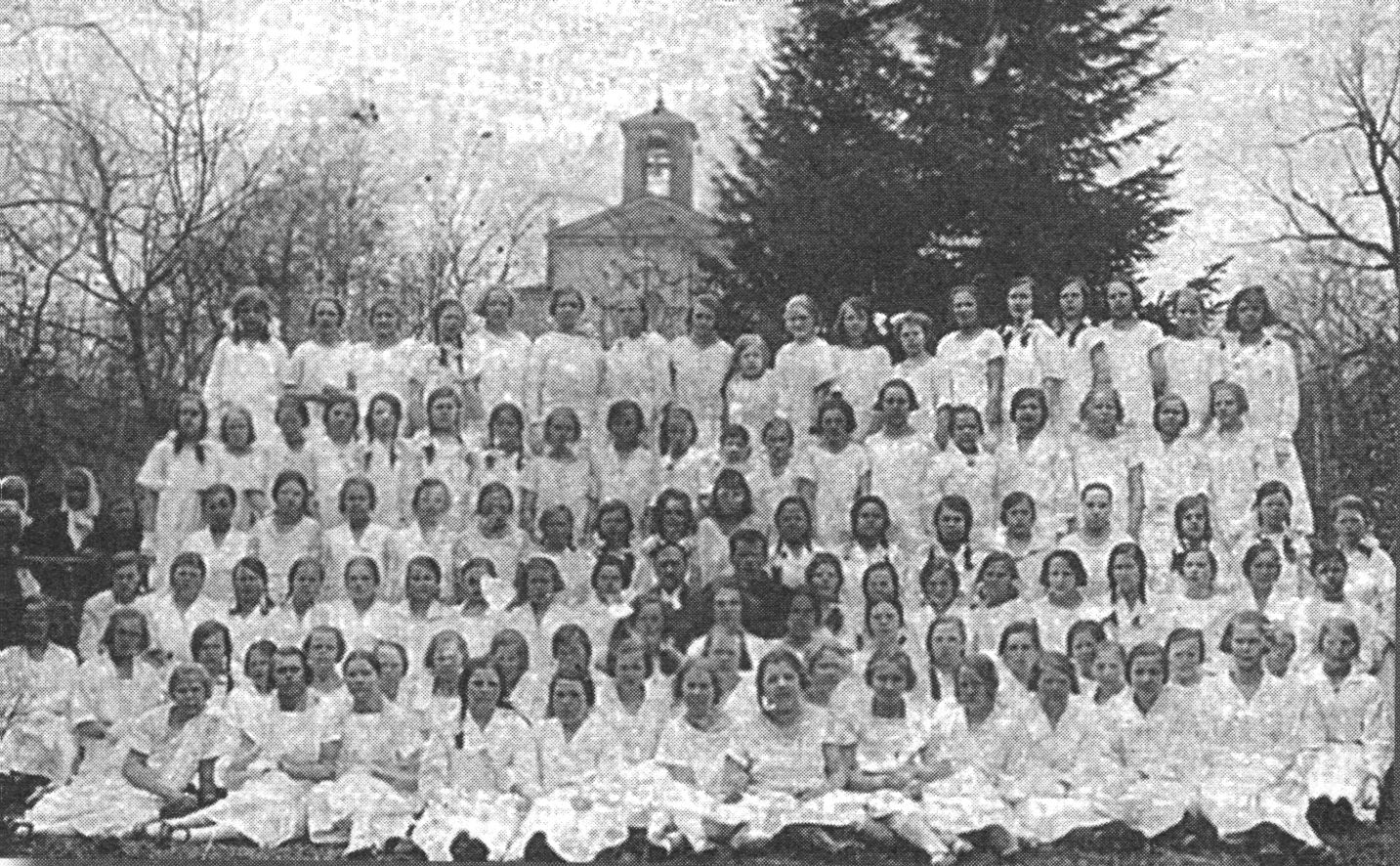
Ученицы конфирмационной школы. 1927 год
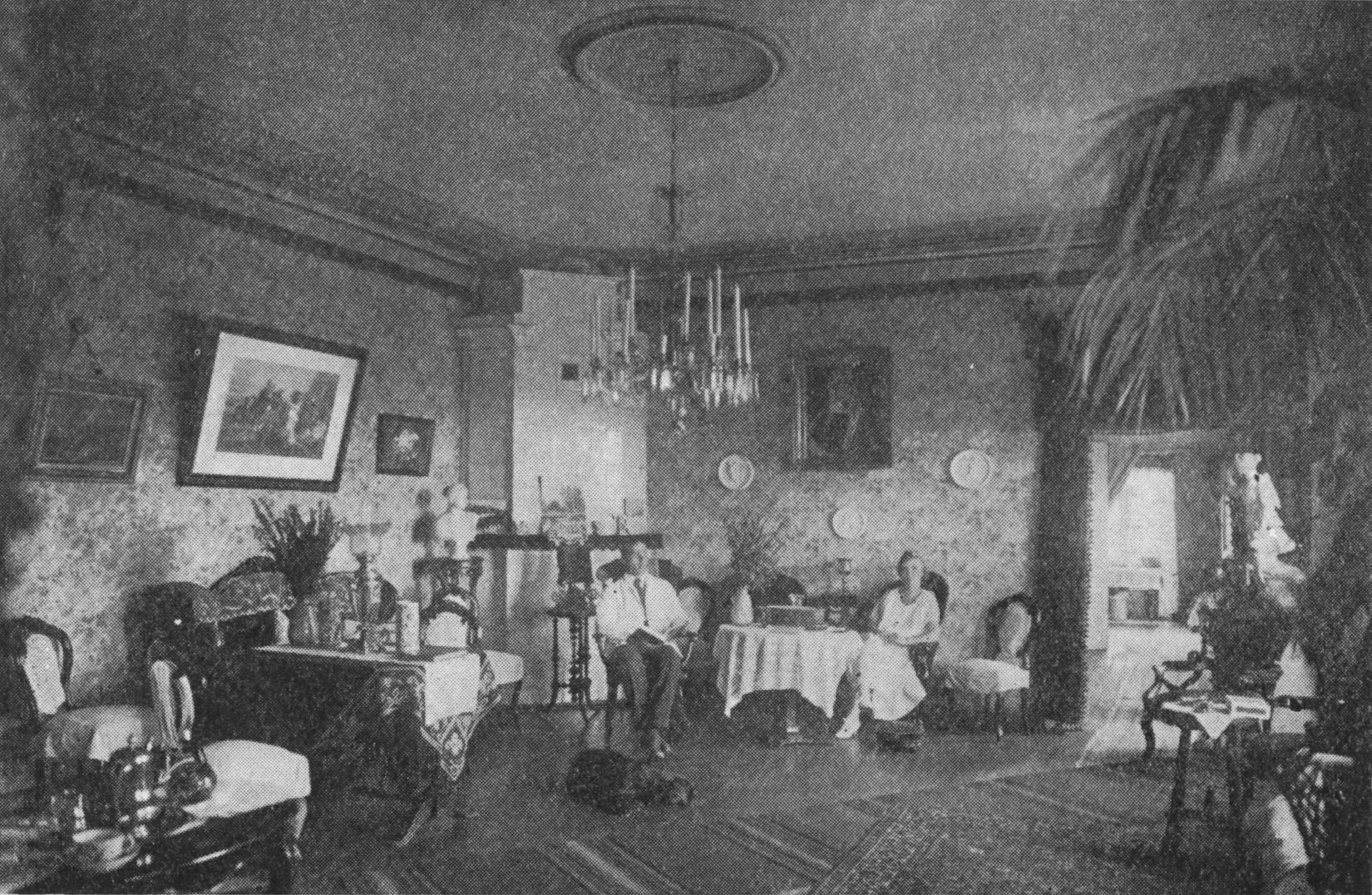
Пасторат Тюрё. Фото начала XX века
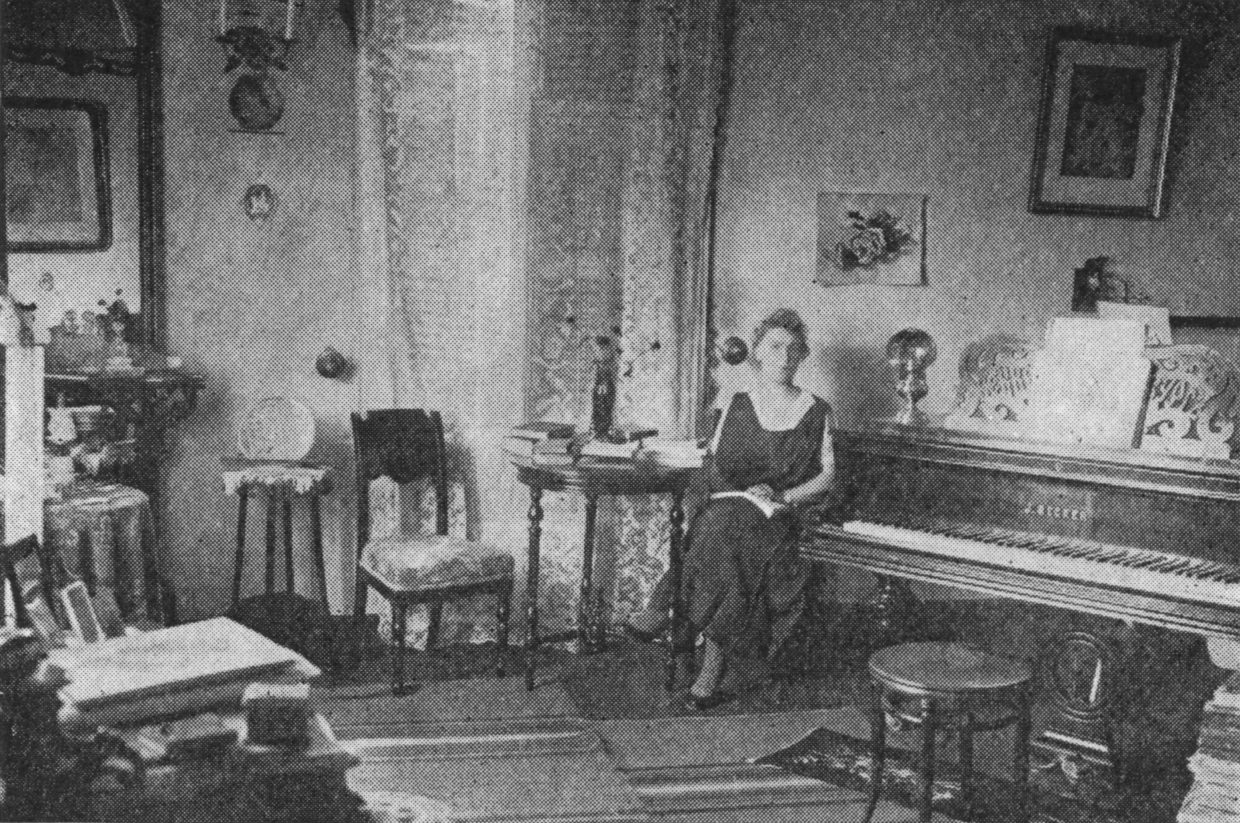
Пасторат Тюрё. Фото начала XX века